# Neolinognathus
Neolinognathus ist eine Gattung der Tierläuse. Sie ist die einzige Gattung innerhalb der Familie der Neolinognathidae. Die Vertreter sind Ektoparasiten bei Rüsselspringern.
Charakteristika zur Identifizierung sind:
- Kopf und Thorax nur mit wenigen Borsten (Setae)
- Abdomen ohne Schuppen und nahezu ohne Borsten, mit Ausnahme der seitlichen Lappen des achten Abdominalsegments und im Bereich der Genitalien
- Tracheenöffnungen nur am achten Abdominalsegment
- Hinterleib mit kleinen, in Querreihen angeordneten sklerotisierten Punkten
- bei Rüsselspringern

Zur Gattung gehören zwei Arten:
- Neolinognathus elephantuli Bedford, 1920; Wirte: Rüsselratte, Kurznasen-Elefantenspitzmaus, Östliche Klippen-Elefantenspitzmaus, Westliche Klippen-Elefantenspitzmaus
- Neolinognathus praelautus Ferris, 1922; Wirt: Rotbraune Elefantenspitzmaus